# W. Dan Bruton
| 34611 Nacogdoches  | 25 ottobre 2000 |
| 36037 Linenschmidt | 13 agosto 1999  |
| 66671 Sfasu        | 15 ottobre 1999 |

W. Dan Bruton (26 settembre 1967) è un astronomo statunitense.
Dopo aver ottenuto il baccellierato all'Università Stephen Austin, è divenuto direttore del dipartimento di fisica e astronomia presso la stessa università.
Il Minor Planet Center gli accredita la scoperta di cinque asteroidi, effettuate tra il 1999 e il 2000, in collaborazione con altri astronomi: Michael L. Johnson, Greg Rodgers, Carlton F. Stewart e Ryan M. Williams.